# Pamela Sue Anderson
Pamela Sue Anderson (16 de abril de 1955 - 12 de marzo de 2017) fue una filósofa estadounidense especializada en filosofía de la religión, filosofía feminista y filosofía continental.
En 2007 fue becaria oficial, tutora en filosofía y ética cristiana, decana y asesora de mujeres del Colegio Regent's Park de la Universidad de Oxford. Entre sus antiguos alumnos se encuentra la filósofa feminista Hanneke Canters.
Nacida en el condado de Hennepin, Minnesota, Anderson se educó en la Universidad de Yale y en el Mansfield College de Oxford y anteriormente fue lector de Filosofía en la Universidad de Sunderland. Pamela enseñó en la Universidad de Oxford, donde estaba trabajando en In Dialogue with Michèle Le Doeuff, tradujo obras de Le Doeuff.
En 2009, recibió un título honorario de la Universidad de Lund en Suecia.
Murió de cáncer seis semanas antes de cumplir 62 años, después de haber estado enferma durante dos años.
El 17 de marzo de 2018, Colegio Regent's Park dio a conocer un retrato encargado de Anderson, en reconocimiento tanto a sus contribuciones académicas como a su compromiso pastoral con la universidad.

## Obras seleccionadas
libros
- (2010) Kant y Teología. con Jordan Bell. T&T Clark.
- (2006) Revisión del género en la filosofía de la religión: la ética y la epistemología de la creencia. Ashgate.
- (2004) Filosofía feminista de la religión: Lecturas críticas. Editor con Beverley Clack. Routledge.
- (1998) Una filosofía feminista de la religión: la racionalidad y los mitos de la creencia religiosa. Blackwell.
- (1993) Ricoeur y Kant: Filosofía de la voluntad. Prensa académica.

Libros editados
- (2012) Nuevos temas en la filosofía feminista de la religión: impugnaciones y trascendencia encarnada. Springer Países Bajos.

artículos
- Anderson, Pamela S. "Teología posmoderna". Ed. Chad Meister y Paul Copan. The Routledge Companion to Philosophy of Religion. 2a ed. Nueva York: Routledge, 2013. 569-80. Imprimir.